# 金道勳
金道勳（韓語：김도훈，1970年7月27日—），韓國電視劇導演。

## 作品

### 電視劇
- 2005年：MBC《還生-NEXT》
- 2011年：MBC《Royal Family》
- 2012年：MBC《擁抱太陽的月亮》
- 2013年：MBC《Medical Top Team》
- 2021年：OCN《Chimera》

### 製作作品
- 2008年：MBC《聚光燈》

### 總製作作品
- 2016年：MBC《好運羅曼史》

### 企劃作品
- 2016年：MBC《Goodbye Mr. Black》
- 2016年：MBC《W》

## 外部連結
- NAVER搜索 （页面存档备份，存于）